# Popeye 2
Popeye 2 (ポパイ２?) es un videojuego de plataformas en 2D desarrollado por Copya Systems para la videoconsola portátil Game Boy. Fue publicado en Japón por Sigma Enterprises en noviembre de 1991. En Occidente fue publicado por Activision: en Norteamérica en 1993 y en Europa en 1994.
Es la secuela de Popeye, aparecido exclusivamente en Japón para Game Boy.